# ارتفاعات میشداغ
ارتفاعات میشداغ در ۸۵ کیلومتری شمال شرق اهواز قرار دارد و از شمال بستان آغاز می‌شود و تا نزدیکی‌های رودخانه کرخه در محدوده عبدالخان ادامه دارد، جهت آنها شمال غرب-جنوب شرق بوده و به تپه‌های رقابیه در جنوب غربی فکه منتهی می‌شود و در تقسیمات کشوری به عنوان مرز شهرستان‌های دشت آزادگان و شوش شناخته می‌شود.

## اطلاعات کلی
میشداغ مرتفع‌ترین منطقه دشت آزادگان محسوب می‌شود و ارتفاع بلندترین قله آن ۲۷۰ متر است. این ارتفاعات به علت دید مناسب آن در منطقه و تسلطش بر شهرهای بستان و سوسنگرد در طول جنگ از اهمیت ویژه ای برخوردار بود و با آغاز جنگ به اشغال دشمن درآمد.
جنوب این ارتفاعات یکی از محورهای اصلی در آزادسازی سوسنگرد و بستان بود و در مرحله دوم عملیات فتح المبین به‌طور کامل به دست نیروهای خودی افتاد و بعدها به یکی از محورهای هجوم به دشمن تبدیل شد. تنگ ذلیجان یکی از معابری است که در محل تلاقی دامنه ارتفاعات میشداغ و تپه‌های رملی قرار دارد و دشت چهیلا در دامنه شرقی این ارتفاعات را با منطقه فکه مرتبط می‌سازد. در گذشته مردم بومی و تجار محلی برای تردد و جا به جایی کالا به عراق از این گذرگاه استفاده می‌کردند. در عملیات فتح المبین مسیر این گذرگاه به جاده تبدیل و در عملیات والفجر مقدماتی از آن برای رسیدن به مرز بهره‌برداری شد. تنگ میشداغ (تنگ صعده) نیز در شمال غربی بستان و جنوب این ارتفاعات قرار دارد و دشت چهیلا را به تپه‌های رملی شمال کرخه متصل می‌کند.

## پادگان ارتش در میشداغ
پادگان میشداغ، محلی است برای بازدید افرادی که تحت عنوان راهیان نور به بازدید مناطق جنگی می‌روند.